# 대구인지초등학교
대구인지초등학교는 대한민국 대구광역시 서구 비산동에 있는 공립 초등학교이다.

## 연혁
- 1943년 4월 14일 대구달서공립국민학교 설립인가
- 1953년 6월 4일 대구인지국민학교로 교명 변경
- 1968년 10월 18일 비산국민학교 개교와 함께 분리 이관
- 1973년 5월 4일 북비산국민학교 개교와 함께 분리 이관
- 1981년 3월 1일 서대구국민학교 개교와 함께 분리 이관
- 1984년 3월 1일 서평국민학교 개교와 함께 분리 이관
- 1986년 3월 1일 비봉국민학교 개교와 함께 분리 이관
- 1996년 3월 1일 대구인지초등학교로 교명 변경
- 1998년 7월 21일 본교 2동 건물 신축 준공
- 2004년 11월 2일 인지관(강당) 개관
- 2005년 5월 25일 운동장 우레탄 준공식
- 2006년 2월 17일 제58회 졸업식(340명, 졸업생 총수 34,488명)
- 2006년 3월 1일 54학급 편성(특수학급 2학급 포함)
- 2006년 5월 30일 미래교실 신설
- 2006년 9월 1일 보육 교실 신설 운영
- 2006년 9월 7일 환경개선 설비공사(먹는물, 옥상방수공사, 도색)
- 2007년 2월 9일 환경개선 설비공사(장애인 편의 시설 공사)
- 2007년 2월 14일 제59회 졸업식(316명 졸업생수 34,804명)
- 2007년 3월 1일 50학급 편성(특수학급 2학급 포함)
- 2007년 8월 31일 복지실 신설 운영
- 2008년 5월 16일 민참 컴퓨터실 공사
- 2008년 9월 8일 천정형 냉난방기 설치
- 2008년 11월 17일 보건실 현대화 공사
- 2009년 2월 13일 급식실 현대화 공사
- 2009년 2월 16일 제61회 졸업식(302명, 졸업생 총 수 35,403명)
- 2009년 3월 1일 43학급 편성(특수 학급 2학급 포함)
- 2009년 3월 5일 병설유치원 개원
- 2010년 2월 11일 제62회 졸업식(221명, 졸업생 총 수 35,624명)
- 2010년 3월 1일 40학급 편성(특수 학급 2학급 포함)
- 2010년 8월 10일 영어체험실 구축
- 2010년 9월 9일 투시담장, 인트로킹 설치
- 2010년 9월 30일 Wee클래스 상담실 구축
- 2011년 2월 16일 제63회 졸업(남114, 여 102 계 216, 졸업생 총 수 35,840명)
- 2011년 3월 2일 2011학년도 시업식, 입학식
- 2012년 2월 16일 제64회 졸업(남109명, 여86명 계 195명, 졸업생 총 수 36,035명)
- 2012년 3월 2일 2012학년도 시업식, 입학식
- 2013년 2월 15일 제65회 졸업식(졸업생 남 98명, 여 90명 전체 188명 졸업, 졸업생 총 수 36,153명)
- 2014년 2월 13일 제66회 졸업식(졸업생 남: 79명 여: 67명 전체 146명 졸업, 졸업생 총 수 36,299명)
- 2014년 3월 3일 2014학년도 시업식, 입학식
- 2015년 2월 13일 제67회 졸업식(졸업생 남: 54명 여: 62명 전체 116명 졸업, 졸업생 총 수 36,415명)
- 2015년 3월 2일 2015학년도 시업식, 입학식
- 2016년 2월 4일 제68회 졸업식 (졸업생 남: 50명 여: 51명 전체 명 졸업101, 졸업생 총 수 36,584명 )
- 2016년 3월 1일 28학급 편성(특수학급 2포함)
- 2016년 4월 28일 셉테드(CPTED) 시범학교 선정
- 2017년 2월 15일 제69회 졸업식 (졸업생 남:76명, 여 : 66명 졸업생 수 : 36,726명)
- 2017년 3월 1일 32학급 편성(특수학급 2포함)
- 2023년 4월 14일 개교 80주년

## 참고 자료
- 대구인지초등학교 - 한국교육학술정보원 학교알리미